# Паралелограм
У Еуклидовој геометрији, паралелограм је једноставан (не-самосекући) четвороугао са два пара паралелних страница. Наспрамне странице паралелограма су једнаке дужине, а наспрамни углови су једнаке мере.
Подударност наспрамних страница и наспрамних углова је директна последица Еуклидовог постулата паралелности и ни један услов се не може доказати без примењивања Еуклидовог постулата паралелности или једне од његових еквивалентних формулација.
Поређења ради, четвороугао са само једним паром паралелних страница је трапез.
Тродимензионални еквивалент паралелограма је паралелепипед.
Етимологија (на грчком грч. παραλληλ-όγραμμον — „облик од паралелних линија”) одражава дефиницију.

## Посебни случајеви
- Ромбоид — четвороугао чије су наспрамне странице паралелне, суседне странице неједнаке и чији углови нису прави.[1]
- Правоугаоник — паралелограм са четири угла једнаке величине.
- Ромб — паралелограм са четири страница једнаке дужине.
- Квадрат — паралелограм са четири страница једнаке дужине и углова једнаке величине (прави углови).

## Карактеризација
Паралелограм је једноставан (не-самосекући) четвороугао ако и само ако је једна од следећих изјава тачна:
- два пара наспрамних страница су једнаке по дужини;
- два пара наспрамних углова су једнаки по мери;
- дијагонале се узајамно полове;
- један пар наспрамних страница је паралелан и једнак по дужини;
- суседни углови су суплементни;
- свака дијагонала дели четвороугао на два подударна троугла;
- збир квадрата страница једнак је збиру квадрата дијагонала (Ово је паралелограмски закон.);
- има ротациону симетрију реда 2;
- збир удаљености од било које унутрашње тачке до страница је независна од локације тачке.[4] (Ово је проширење Вивианијеве теореме.)
- Постоји тачка X у равни четвороугла са својством да свака права линија кроз X дели четвороугао на два подручја једнаке површине.

Стога, сви паралелограми имају сва горенаведена својства, и обрнуто; ако је само једна од ових изјава тачна у једноставном четвороуглу, онда је то паралелограм.

## Формуле
| Висине              | {\displaystyle h_{a}\,=\,b\cdot \sin \alpha =b\cdot \sin \beta } {\displaystyle h_{b}\,=\,a\cdot \sin \alpha =a\cdot \sin \beta } |
| Дијагонале          | {\displaystyle e={\sqrt {a^{2}+b^{2}+2\cdot a\cdot b\cdot \cos \alpha }}} {\displaystyle f={\sqrt {a^{2}+b^{2}-2\cdot a\cdot b\cdot \cos \alpha }}}                                                                                                 |
| Обим                | {\displaystyle O=2(a+b)\,} |
| Површина            | {\displaystyle P=ah_{a}=bh_{b}=\left\|\left\|\,{\overrightarrow {AB}}\,\times \,{\overrightarrow {AD}}\,\right\|\right\|} {\displaystyle S\,=\,a\cdot b\cdot \sin \alpha =a\cdot b\cdot \sin \beta ={\frac {1}{2}}\cdot e\cdot f\cdot \sin \theta } |
| Закон паралелограма | {\displaystyle e^{2}+f^{2}=2\left(a^{2}+b^{2}\right)} |

## Формула површине
Све формуле површина за опште конвексне четвороуглове важе за паралелограме. Даље формуле су специфичне за паралелограме:
Паралелограм са основом b и висином h може се поделити на четвороугао и правоугаони троугао и преуредити у правоугаоник, као што је приказано на слици лево. То значи да је површина паралелограма иста као и површина правоугаоника са истом основом и висином:
{\displaystyle K=bh.}
Формула за површину облика основе × висина се такође може извести помоћу слике са десне стране. Површина K паралелограма десно (плава област) је укупна површина правоугаоника умањена за површину два наранџаста троугла. Површина правоугаоника је
{\displaystyle K_{\text{rect}}=(B+A)\times H\,}
а површина појединачно наранџастог троугла је
{\displaystyle K_{\text{tri}}={\frac {A}{2}}\times H.\,}
Дакле, површина паралелограма је
{\displaystyle K=K_{\text{rect}}-2\times K_{\text{tri}}=((B+A)\times H)-(A\times H)=B\times H.}
Друга формула површине, за две странице B и C и угао θ, је
{\displaystyle K=B\cdot C\cdot \sin \theta .\,}
Површина паралелограма са страницама B и C (B ≠ C) и углом {\displaystyle \gamma } на пресеку дијагонала је дата са
{\displaystyle K={\frac {|\tan \gamma |}{2}}\cdot \left|B^{2}-C^{2}\right|.}
Када се паралелограм одреди из дужина B и C две суседне странице заједно са дужином D1 било које дијагонале, тада се површина може наћи из Херонове формуле. Специфично то је
{\displaystyle K=2{\sqrt {S(S-B)(S-C)(S-D_{1})}}}
где је {\displaystyle S=(B+C+D_{1})/2} и водећи фактор 2 долази из чињенице да изабрана дијагонала дели паралелограм на два подударна троугла.

### Површина у контексту Декартових координата темена
Нека вектори {\displaystyle \mathbf {a} ,\mathbf {b} \in \mathbb {R} ^{2}} и нека {\displaystyle V={\begin{bmatrix}a_{1}&a_{2}\\b_{1}&b_{2}\end{bmatrix}}\in \mathbb {R} ^{2\times 2}} означавају матрицу са елементима a и b. Тада је површина паралелограма коју генеришу a и bједнака {\displaystyle |\det(V)|=|a_{1}b_{2}-a_{2}b_{1}|\,}.
Нека су вектори {\displaystyle \mathbf {a} ,\mathbf {b} \in \mathbb {R} ^{n}} и нека је {\displaystyle V={\begin{bmatrix}a_{1}&a_{2}&\dots &a_{n}\\b_{1}&b_{2}&\dots &b_{n}\end{bmatrix}}\in \mathbb {R} ^{2\times n}}. Тада је површина паралелограма коју генерише a и b једнака {\displaystyle {\sqrt {\det(VV^{\mathrm {T} })}}}.
Нека су тачке {\displaystyle a,b,c\in \mathbb {R} ^{2}}. Тада је површина паралелограма са врховима на a, b и c еквивалентна апсолутној вредности детерминанте матрице изграђене коришћењем a, b и c као редова са последњом колоном допуњеном јединицама на следећи начин:
{\displaystyle K=\left|\,\det {\begin{bmatrix}a_{1}&a_{2}&1\\b_{1}&b_{2}&1\\c_{1}&c_{2}&1\end{bmatrix}}\right|.}

## Доказ да се дијагонале деле једна на другу
Да би се доказало да дијагонале паралелограма деле једна на другу напола, могу се користити подударни троуглови:
{\displaystyle \angle ABE\cong \angle CDE} (наизменични унутрашњи углови су једнаки по мери)
{\displaystyle \angle BAE\cong \angle DCE} (наизменични унутрашњи углови су једнаки по мери).
(пошто су то углови које трансверзала прави са паралелним правима AB и DC).
Такође, страница AB је по дужини једнака страни DC, пошто су супротне стране паралелограма једнаке по дужини.
Дакле, троуглови ABE и CDE су подударни (ASA постулат, два одговарајућа угла и укључена страница).
Стога,
{\displaystyle AE=CE}
{\displaystyle BE=DE.}
Пошто дијагонале AC и BD деле једна другу на сегменте једнаке дужине, дијагонале се преполовљавају. Осим тога, пошто се дијагонале AC и BD преполовљавају у тачки E, тачка E је средиште сваке дијагонале.

## Решетка паралелограма
Паралелограми могу поплочати раван транслацијом. Ако су ивице једнаке или су углови прави, симетрија решетке је већа. Они представљају четири Бравеове решетке у 2 димензије.
| Форма      | Квадрат                  | Правоугаоник             | Ромр                                | Паралелограм            |
| Систем     | Квадратин (тетрагонални) | Правоугаони (орторомбни) | Центрирано правоугаони (орторомбни) | Коси (моноклиника)      |
| ---------- | ------------------------ | ------------------------ | ----------------------------------- | ----------------------- |
| Ограничења | α=90°, a=b               | α=90°                    | a=b                                 | None                    |
| Симетрија  | p4m, [4,4], order 8n     | pmm, [∞,2,∞], order 4n   | pmm, [∞,2,∞], order 4n              | p1, [∞+,2,∞+], order 2n |
| Форма      |                          |                          |                                     |                         |